# Perisporiopsis struthanthi
Perisporiopsis struthanthi är en svampart som beskrevs av Henn. 1904. Perisporiopsis struthanthi ingår i släktet Perisporiopsis och familjen Parodiopsidaceae.   Inga underarter finns listade i Catalogue of Life.